# Věžový vodojem (Peruc)
Věžový vodojem stojí asi půl kilometru jihozápadně od městyse Peruc v okrese Louny.

## Historie
Věžový vodojem byl postaven v roce 1928 na parcele 333 podle plánů Ing. Jaroslava Matičky z Prahy-Karlína, kterou vyhotovil v roce 1926 a projektové dokumentace zhotovenou Ing. Dr. Eduardem Zejdou z Prahy-Karlína. V roce 2007 byla ve vodojemu částečně rekonstruována technologie (armatura a potrubí). V roce 2015 byla provedena celková rekonstrukce objektu. Vodojem byl v letech 2006–2007 připojen na přivaděč Hříškov–Panenský Týnec–Donín.

## Popis
Věžový vodojem je jednokomorová železobetonová stavba vysoká 24 m. Železobetonová akumulační nádrž o objemu 100 m³ je položena na osmi pilířích zakončených čtvrtkruhovými krakorci. Pilíře vystupují z nosného osmibokého dříku postaveného na základové desce. Hladce omítané plochy dříku mezi pilíři jsou v různých úrovních prolomeny okenní otvory. Na severní straně je umístěn vstupní portikus.
Akumulační nádrž má podobu osmibokého hranolu s mírně vystupujícími rohovými pilíři. Po obvodu mezi pilíři je nádrž členěna dvěma vodorovnými pruhy. Nádrž je ukončena kupolovitou plechovou střechou s lucernou.
V interiéru jsou podesty propojené ocelovými žebříky, které zabezpečují přístup k nádrži. Středem nádrže vede průlezná šachtice s ocelovým žebříkem.